# 康熙臺灣輿圖

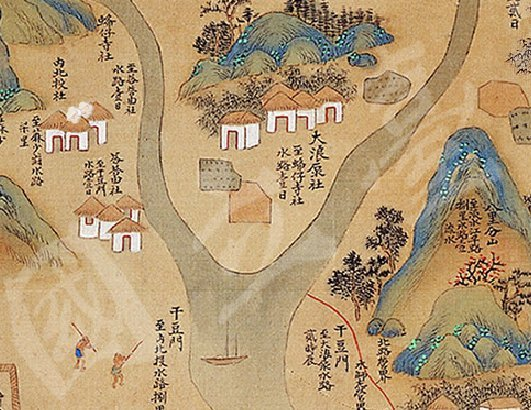
《康熙臺灣輿圖》中的淡水河與基隆河流域，上有大浪泵社與北投社等標記

康熙臺灣輿圖是已知現存最早的單幅彩繪卷軸臺灣全圖，全圖絹本設色，橫長536公分，縱寬66公分。原圖繪製約於1699~1704年間（清康熙38年至43年），是現存最早的單幅彩繪卷軸臺灣全圖。全圖以傳統中式的山水技法，描繪出十八世紀初臺灣山川形勢與人文城鄉景觀。曾被伊能嘉矩譽為「臺灣古圖之最」，是國立臺灣博物館的「鎮館之寶」，於2010年經指定為「國寶」。
康熙臺灣輿圖為橫向長條捲軸，以中國傳統山水技法繪製，視點由臺灣海峽上空由西往東鳥瞰臺灣西部，圖左為北，圖右為南。內容則以寫實手法描繪出17、18世紀更迭之際，臺灣西部由北到南的山川地形、行政兵備部署、道路與城鄉生活等景觀，可說是當年臺灣社會文化生活及清初對臺灣地理知識的一個縮影，兼具地理圖、兵備圖、風俗圖等特性。
該圖在臺灣日治時期由臺灣總督府於1902年（明治35年）年向新竹某鄭氏家族購入，作為「臺灣總督府博物館」的藏品。第二次中日戰爭結束後中華民國政府接收臺灣，臺灣總督府博物館的藏品由國立臺灣博物館接收。

## 現存版本
國立臺灣博物館所典藏的《康熙臺灣輿圖》其實不只一幅。清康熙年間繪製的「原版」(或稱A版)據傳原藏北京內府，於1900年「義和團之亂」時流出至臺灣，成為臺灣博物館的收藏，2010年經指定為「國寶」，但本版圖面在高雄以南的部分有大面積缺損，雖經修護仍無法盡數復原，故流傳不廣。目前流通較廣的則是20世紀上半所摹製的兩版摹本：「第一摹本」(或稱B版) 與「第二摹本」(或稱C版)。這兩份20世紀的「摹本」雖在畫風與內容上與「原版」略有出入，但圖面較為清晰完整，且大致保存了目前「原版」畫面上所缺損的圖像內容，故多年來逐漸取代「原版」，成為館方與外界流通運用主要的版本。

### 《康熙臺灣輿圖》原版（A版）
《康熙臺灣輿圖》原版為清康熙年間繪製之絹底巨幅臺灣長卷軸地圖，其年代據學界的考證，約可訂在清康熙38-43 (西元1699-1704) 年間。本圖據傳原藏於北京內府，於1900年「義和團之亂」時流出輾轉流至臺灣，為日本臺灣總督府所購得，收藏於「臺灣總督府博物館」(國立臺灣博物館前身)至今。本圖堪稱臺灣古地圖中最著名，也最具代表性的一幅輿圖，自入藏後即廣受注目。但也因早期長期展示，狀況逐漸劣化，畫絹圖層多處剝落，尤以今高雄以南地區缺損最為嚴重，圖像內容幾乎已無法辨識。國立臺灣博物館雖於2004-2005年間委託日本「宇佐美松鶴堂」進行專業修護，但由於原畫絹剝落嚴重，無法將此區塊回復原有樣貌，僅能以類似背景色之空白補絹填補全色。所幸，本圖在臺灣南部地區佚失的圖面內容，仍相當完整地保留於20世紀上半所臨摹的兩幅摹本：即《康熙臺灣輿圖》第一摹本(B版)與第二摹本(C版)之上。

### 《康熙臺灣輿圖》第一摹本（B版）
《康熙臺灣輿圖》第一摹本推斷應為日治時期「臺灣總督府博物館」直接根據館藏《康熙臺灣輿圖》原版所臨摹之摹本。本圖色彩鮮麗，圖面完整而資訊清晰，保存狀況較原版為佳，故在20世紀後半逐漸取代原版，成為展示、流通出版主要的版本，堪稱《康熙臺灣輿圖》最普遍的版本，目前坊間各出版品中使用的《康熙臺灣輿圖》多屬此版。然而，較諸原版，本版不僅在畫風、用色與書法風格上有著明顯的差異，圖面上的文字資訊與圖像符號亦發現有部分的出入錯漏。有些地方錯漏情形甚至比同時期臨繪的「第二摹本」(C版)更為頻繁。

### 《康熙臺灣輿圖》第二摹本（C版）
《康熙臺灣輿圖》第二摹本推斷與第一摹本一樣，為日治時期「臺灣總督府博物館」直接根據館藏《康熙臺灣輿圖》原版所臨摹之摹本。本圖雖稱為「第二摹本」，但是它並非是臨摹自於「第一摹本」的「再摹本」，而是一份直接臨自於原版的獨立摹本。事實上，比起「第一摹本」，本版在文字與圖像資訊上更忠於「原版」。本版整體圖面畫工較「第一摹本」略為粗糙，故過去較少公開展出，亦少提供外界流通運用，但以圖中保存的地圖內容而言，本版堪稱《康熙臺灣輿圖》摹本中較「忠於原著」的版本。

### 《康熙臺灣輿圖》數位/夢幻重建版（D版）
國立臺灣博物館於2016-2017年與國立臺灣科技大學光電工程研究所的團隊，以《康熙臺灣輿圖》原版的數位影像為底本，參考B、C版摹本的圖面資訊，以數位方式逐步將「原版」所缺失的內容資訊重建補足，完成《康熙臺灣輿圖》數位重建版，並沿用過去以英文字母的稱法，及英文Digital/Dream (數位/夢幻)之意，簡稱為「D版」。本版圖不僅維持《康熙臺灣輿圖》原版的古典畫風與書法風格，更補足了原圖上的細部斑駁與大片缺損，同時訂正了百處以上B版與C版摹本中的錯、漏與異體字，成為一份既忠於原版，又兼顧視覺美觀與資訊完整的《康熙臺灣輿圖》版本。

## 外部連結
- 康熙臺灣輿圖 - 國立臺灣博物館 （页面存档备份，存于）
- 文化部文化資產局